# Amerika (Garrel)
Amerika ist ein Ortsteil der Gemeinde Garrel in Niedersachsen im Landkreis Cloppenburg (Deutschland).

## Geschichte
Zur Siedlerzeit lag die Gemeinde Garrel weitgehend auf sumpfigem, nicht erschlossenen Terrain. Das heutige Amerika liegt auf einer kleinen Anhöhe. Der Weg dorthin vom eigentlichen Ort Garrel war aufgrund der sumpfigen Verhältnisse sehr mühsam und beschwerlich, weshalb er von den Siedlern mit einer Reise nach Amerika verglichen wurde. Somit entstand der Name Amerika.

## Sonstiges
Der Ortsteil ist heute großer Besuchermagnet der Gemeinde Garrel – man kann auch ein Zertifikat erwerben, auf dem bescheinigt wird, dass man in Amerika war.